# Лори (марз)
40° 55′ N 44° 30′ E / 40.917° С; 44.500° И
Марз Лори (јерм. Լոռի) представља једну од 11 административних јединица у Републици Јерменији, односно један од 10 марзева. 
Налази се у северном делу земље, уз границу са Грузијом. На истоку је омеђена територијом марза Тавуш, на југу су Котајк и Арагацотн, а на западу Ширак. Са површином од 3.789 км² трећа је по површини административна целина Јерменије (иза Гехаркуника и Сјуника). На територији овог марза је 2010. живело 281.000 становника. 
Административни центар марза је град Ванадзор, а већи градови су јопш и Степанаван и Спитак. 
У овој области се налазе манастири Санајин и Ахпат који су на листи Унескове светске баштине те манастир-тврђава Ахтала из Х века.